# Kwieciak gruszowiec

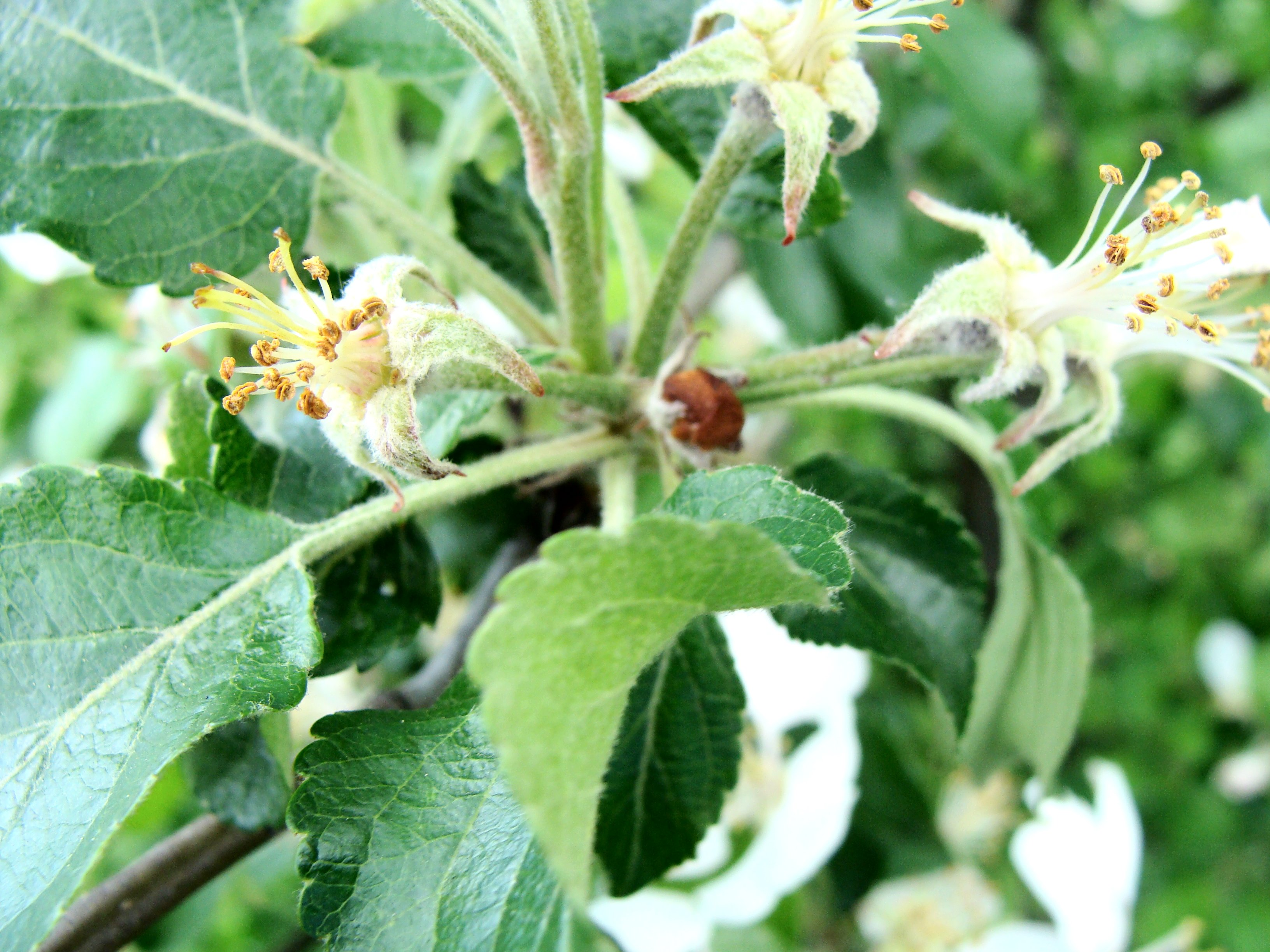
Pąki opanowane przez kwieciaka nie rozwijają się i brązowieją

Kwieciak gruszowiec (Anthonomus (Anthonomus) piri) – gatunek chrząszcza z rodziny ryjkowcowatych.
Z wyglądu jest bardzo podobny do kwieciaka jabłkowca, lecz u niego brunatna przepaska na pokrywach nie tworzy litery V, a biegnie prosto w poprzek. Ten gatunek pasożytuje przede wszystkim na gruszach.
Mimo podobieństwa prowadzi zdecydowanie inny tryb życia. Osobniki dorosłe obudzone z letniej diapauzy przystępują do intensywnego żeru, niszcząc wiele jesiennych pąków liściowych i kwiatowych. Po uzupełnieniu zapasów i kopulacji samice we wrześniu składają po jednym jaju w pąkach kwiatowych. Osobniki dorosłe giną, a ze złożonych jaj w marcu wychodzą larwy. W maju pojawiają się postacie dorosłe. Odżywiają się one przez kilka dni liśćmi, po czym ukrywają się w szczelinach kory i zapadają w sen letni. U tego gatunku dobra pogoda nie stanowi przeszkody w rozwoju.
Gatunek europejski, podawany ponadto z Azji Mniejszej i Afryki Północnej. Na wschód sięga do europejskiej części Rosji, Półwyspu Krymskiego i Kaukazu, a niepewny rekord pochodzi też z Syberii Zachodniej.